# 辱包文化
辱包文化（または「乳包文化」）は、中国共産党の総書記である習近平を悪搞し、風刺し、侮辱し、嘲笑するインターネットミームである。2013年の習近平肉まん喫食事件以来、彼は「肉まん皇帝」または「習肉饅頭」と呼ばれるようになり、このミームが始まった 。

## 関連イベント
2013年、習近平は北京市西城区の月壇北街にある慶豊包子舗を訪問した。そこから習近平に「包子（パオズ）」、すなわち肉まんというあだ名がつけられた。習近平は強権を振るう姿が「皇帝」と揶揄されることがあるが、肉まん事件とセットで「包子帝」と揶揄したり、「慶豊」を諡号に見立てて「慶豊帝」などと揶揄するネチズンが現れた。また、2018年に中国国家主席の任期制限を削除する憲法改正がなされた時、憲法の「憲」と肉まんの「餡」が同じ発音であることから、「包子露餡」（肉まんの餡があらわになる）ならぬ「包子露憲」（肉まん＝習近平が憲法をあらわにする）という揶揄が登場した。
習近平の見た目がくまのプーさんに似ているというところから、2017年に習近平をくまのプーさんに見立てたパロディーがインターネットに登場したが、すぐに「くまのプーさん」に関するネット検閲が行われて話題になった 。 WeChatとSinaWeiboで「くまのプーさん」と入力すると関連記事が表示されるが、Weiboに「くまのプーさん」と入力すると、コメントは失敗したという通知が表示される。また、WeChatの「くまのプーさん」の絵文字は削除された 。なお、パロディー動画はYouTubeに多数投稿されている  。
2019年12月、中国の問い合わせサイトである知乎で、ネチズンが「首の細い瓶（フラスコ）を洗う方法」と尋ねたところ、「細頸瓶」の発音が「習近平」と同じであることを理由に、知乎は「インターネット違反-関連する法律や規制」によって削除した。これについても関連記事がインターネットに掲載され、「瓶に蜂蜜をつめろ」（くまのプーさんを意識した「回答」）などのパロディーが作成された 。
2020年、COVID-19の流行における習近平の働きに不満を持った中国のネチズンは、SNSで「翠」という単語を用い始めた。「翠」の漢字を分解すれば、「习」「习」「卒」となるが、「习」は習の簡体字であり「卒」は死ぬという意味である。SinaWeiboでは「毎日祈翠超话」（毎日習近平の死を祈る、というトピック）が登場し、多くのネチズンがこのトピックの転載や参加のためにアカウントを削除された 。